# Milstar

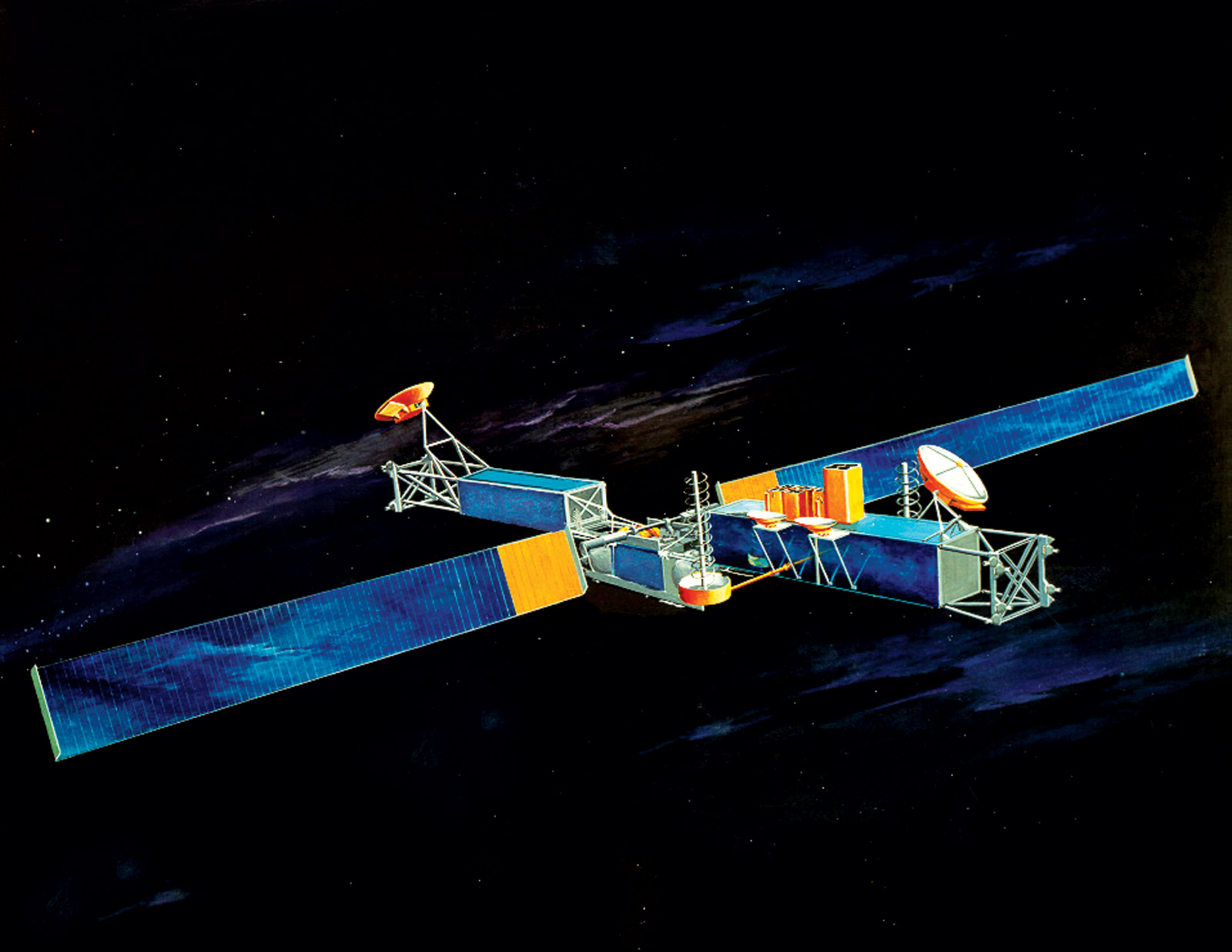
Milstar-Satellit

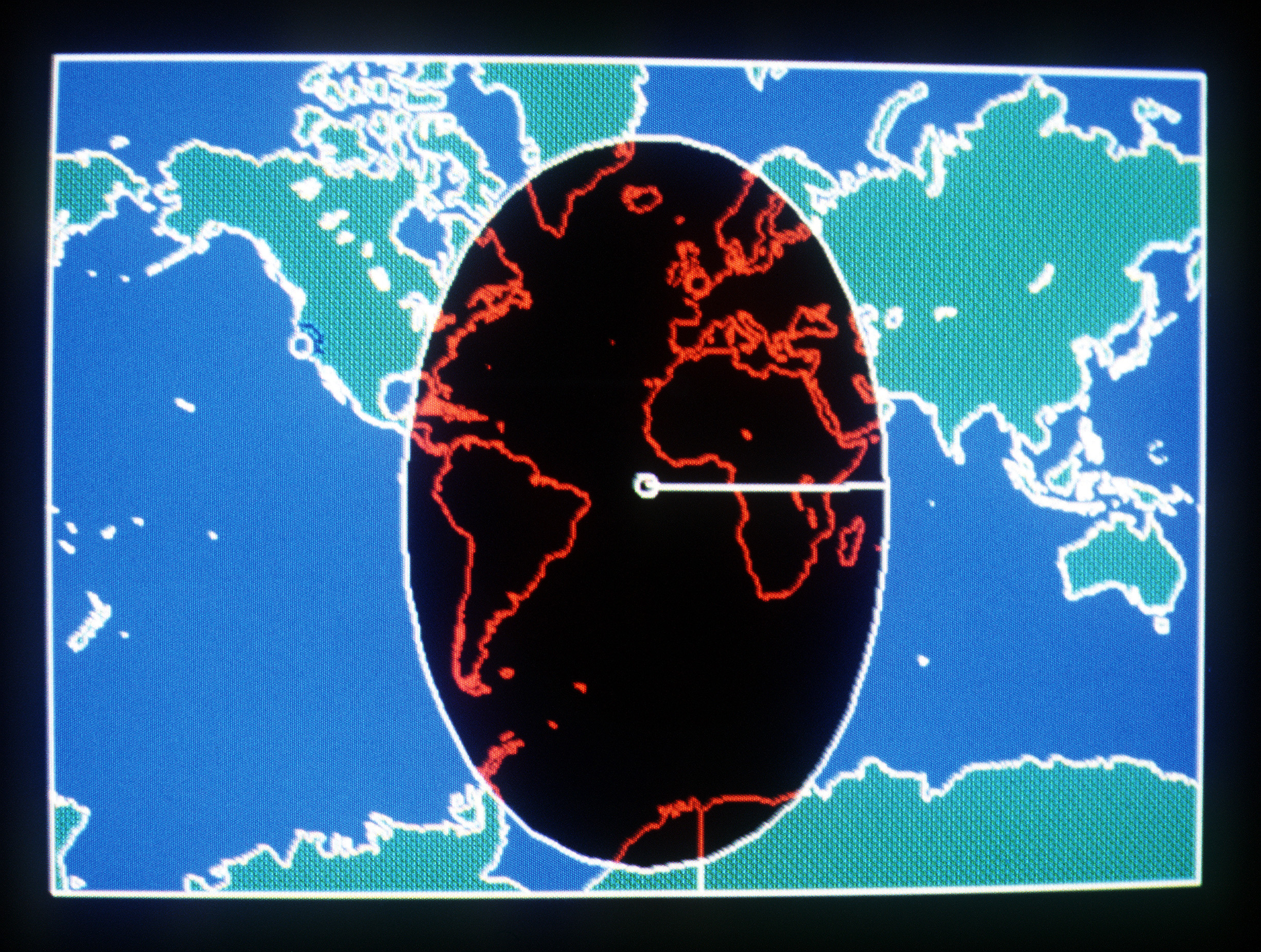
Ein Bildschirm zeigt den Deckungbereich eines Milstar-Satelliten (1991).

Milstar (ursprünglich ein Akronym für englisch Military Strategic and Tactical Relay Satellite, wird mittlerweile aber eigenständig verwendet) ist ein Satellitenkommunikationssystem der Vereinigten Staaten von Amerika. Es ermöglicht sichere, bandbreitenbeständige, weltweite Kommunikationen, insbesondere in Krisen- und Kriegszeiten. Es besteht aus Satelliten verschiedener Bauzeiten.

## Eigenschaften
Milstar ist ein Kommunikationssystem der Streitkräfte der Vereinigten Staaten, wurde für die Anforderungen des US-Militärs entwickelt und wird gemeinsames von US Army, US Navy und US Air Force genutzt. Das Milstar-Satellitensystem besteht aus mehreren Satelliten, die in einer geostationären Bahn entlang des Erdäquators in Positionen gebracht wurden. Zwischen 1994 und 2003 wurden die Satelliten vom Typ  Milstar 1 und Milstar 2 ins All gebracht. Seit 2008 werden sie von Satelliten des Advanced Extremely High Frequency System (AEHF) ergänzt. Die Positionen der Satelliten erlauben Kommunikation zwischen beliebigen Orten auf der Erde (mit Ausnahme der Polargebiete).
Jeder Satellit dient als intelligente Vermittlungsstelle im Weltraum, die Direktverbindungen von Anschluss zu Anschluss auf der Erde herstellt. Die Funkkommunikation erfolgt bei den Satelliten vom Typ 1 und 2 im UHF-Band um etwa 250 MHz herum. Dadurch können Bodenstationen ohne aufwendige Antennenanlagen (d. h. ohne Parabolantennen) über die Satelliten senden und empfangen. Die AEHF-Satelliten kommunizieren zudem im EHF/SHF-Band. Da jeder Satellit das Kommunikationssignal selbst verarbeitet und mit anderen Milstar-Satelliten durch Querverbindungen kommunizieren kann, sind die Anforderungen an die Bodenstationen erheblich verringert. Der Satellit baut auf Anforderung Kommunikationenverbindungen zwischen Bodenstationen auf, hält dies solange wie nötig aufrecht, rekonfiguriert sie ggf. und beendet sie. Milstar bietet verschlüsselte Sprach-, Daten-, Fernschreiber- oder Faksimilekanäle. Jeder Satellit vom Typ 1 und 2 wiegt circa 4,5 Tonnen, hat eine garantierte Lebensdauer von zehn Jahren und wurde von Lockheed Martin Missiles & Systems für jeweils für 800 Millionen US-Dollar gefertigt.
Geographisch verteilte, bewegliche oder örtlich feste Kontrollstationen stellen eine robuste und dauerhafte Steuerung des Milstar-Systems sicher.

## Satellitenstarts
Der erste Milstar-Satellit wurde am 7. Februar 1994 an Bord einer Titan-IV-Rakete in die Umlaufbahn geschossen. Der zweite wurde am 5. November 1995 gestartet. Die vier Satelliten des zweiten Blocks haben eine deutlich erhöhte Kapazität wegen einer zusätzlichen mittleren Datenrate. Der dritte Start am 30. April 1999 war nicht erfolgreich, da der Satellite in eine unbrauchbare Bahn gelangte. Weitere erfolgreiche Starts fanden am 27. Februar 2001, 15. Januar 2002 und 8. April 2003 statt.
| Satellit                         | Datum            | Startort | Trägerrakete     | Bemerkung                     |
| Block 1                          | Block 1          | Block 1  | Block 1          | Block 1                       |
| -------------------------------- | ---------------- | -------- | ---------------- | ----------------------------- |
| Milstar 1-1 (Milstar 1, USA 99)  | 7. Februar 1994  | CCAFS    | Titan-4A Centaur |                               |
| Milstar 1–2 (Milstar 2, USA 115) | 6. November 1995 | CCAFS    | Titan-4A Centaur |                               |
| Block 2                          |                  |          |                  |                               |
| Milstar 2-1 (Milstar 3, USA 143) | 30. April 1999   | CCAFS    | Titan-4B Centaur | Fehlstart, zu niedriger Orbit |
| Milstar 2-2 (Milstar 4, USA 157) | 27. Februar 2001 | CCAFS    | Titan-4B Centaur |                               |
| Milstar 2–3 (Milstar 5, USA 164) | 15. Januar 2002  | CCAFS    | Titan-4B Centaur |                               |
| Milstar 2–4 (Milstar 6, USA 169) | 8. April 2003    | CCAFS    | Titan-4B Centaur |                               |

Diese Satelliten bildeten bis etwa 2006 das modernste Fernmeldesatellitensystem des US-Militärs. Als Nachfolger wurde ab 2008 das ursprünglich als Milstar-3 bezeichnete AEHF-System ins All gebracht. Es ergänzt die weiterhin betriebenen Milstar 1 und 2.